# Class 67
Pour les articles homonymes, voir Class.
La Classe 67 est une série de 30 locomotives diesel des chemins de fer britanniques construites en 1999 et 2000 par Alstom à Valence (Espagne) pour le compte de General Motors Diesel au Canada.

## Généralités
Les trente locomotives de cette série ont été acquises par English, Welsh and Scottish Railway (EWS) pour tracter les trains rapides de transport du courier postal. EWS avait en effet repris l'activité petit colis de British Rail, Rail Express Systems, en 1996, et hérité à cette occasion d'un parc ancien composé de locomotives diesel Classe 47 et de locomotives électriques Classe 86, ainsi que de locomotives électriques plus récentes Class 90. EWS a donc décidé de faire construire une nouvelle série de locomotives diesel rapides (200 km/h) pour remplacer la plupart des locomotives Classe 47 et Classe 86 sur les trains postaux.
La première locomotive, n° 67003, fut livrée en 1999 et fut soumise à une période d'essais étendue. Du fait de leur charge à l'essieu élevée, ces locomotives ont été à l'origine limitées au noyau des lignes principales, de nombreuses lignes secondaires ne pouvant tout simplement pas supporter leur masse. Outre les trains postaux et les services TPO (Travelling Post Office ou ambulants postaux), les machines de cette série ont été utilisées aussi sur des trains spéciaux, remplaçant là aussi les locomotives de l'ancienne Classe 47. Plusieurs machines de cette série ont reçu des noms en rapport avec le courrier, comme la n° 67001 Night Mail et la n° 67004 Poste Haste.
À partir de la mi-2000, la série 67 avait remplacé la Classe 47 sur la plupart des trains postaux. Les machines de l'ancienne série se voyaient encore sur des trains spéciaux, en particulier sur les lignes interdites aux Classe 67. Elles ont aussi servi à dépanner des trains Thunderbird pour le compte de GNER.
À la mi-2003, EWS a perdu le contrat de transport du courrier postal par fer. Les trains postaux furent progressivement arrêtés, les services TPO se terminant le 9 janvier 2004, et les services postaux ordinaires quelques mois plus tard. La Classe 67 se trouva donc largement redondante, bien qu'elle n'ait que cinq ans d'âge. Les locomotives remplacèrent rapidement des Classe 47 sur les services Thunderbird de GNER, et consécutivement à la baisse du trafic voyageurs, les dernières furent retirées du service à la mi-2004. Les Classe 67 ont aussi vu leur emploi s'étendre sur les trains de fret, souvent jumelées.  Pendant les mois d'hiver, ont les vit en tête de trains de traitement des rails pour nettoyer les voies des feuilles mortes et du givre. Pendant l'été 2004, plusieurs d'entre elles furent louées à Virgin Trains pour assurer les pointes de trafic du week-end entre le Nord-Est et la côte Sud.
Deux locomotives, les n° 67005 et 67006, ont été repeintes dans une livrée Royal Claret pour tracter le prestigieux train royal, remplaçant les deux locomotives Classe 47 précédentes. En 2004, la n° 67029 fut repeinte dans la livrée argentée Executive Silver pour tracter le train d'entreprise d'EWS. Toutefois, la chute du trafic a entraîné récemment le garage de plusieurs locomotives en attendant une reprise du trafic. 
En 2005, certains services TPO ont été supprimés.